# Helcogramma larvata
Helcogramma larvata  (лат.) — вид лучепёрых рыб. Придонная рыба. Известна только по четырём экземплярам; вероятно, эндемик Мальдивских островов.

## Внешний вид и ареал
Вид известен по четырём экземплярам, выловленным в 1988 году у берегов атолла Мале (Мальдивы) на минимальных глубинах (до 1,5 м) в приливной зоне рифа. Длина тела до 2 см (голотип-самец; единственная известная самка на 3,5 мм короче). Второй спинной плавник в два раза выше, чем первый. От 15 до 17 спинных шипов, 9—11 мягких спинных лучей, 1 анальный шип, 17—21 анальных мягких лучей. В грудных плавниках 15 мягких лучей, в брюшном плавнике шип короткий, спрятанный, простые сегментированные лучи частично соединены мембраной (до середины длины самого короткого луча). Общее число боковых чешуй 32—35, ряд чешуй заканчивается под первыми двумя лучами третьего спинного плавника. Затылочная часть и брюхо голые, чешуя также не доходит до оснований двух первых спинных плавников и передней части основания анального плавника. Окраска в естественной среде не описана; в спиртовом растворе голова и тело бледные, с более тёмной нижней частью головы и более светлыми пятнами под глазом и у основания грудного плавника у самца. У самки несколько тёмных пятен по бокам головы.
Вероятно, является эндемиком Мальдивских островов, разделяя ареал с H. maldivensis и H. fuscopinna, от которых легко отличается по окраске: у H. maldivensis на теле легко различимые полосы, а у H. fuscopinna тёмные плавники и голубовато-белая полоса под глазом. От других видов рода Helcogramma H. larvata отличается меньшим числом шипов во втором и лучей в третьем спинном плавнике.